# Laura Ludwig
Laura Ludwig (Berlino, 13 gennaio 1986) è una giocatrice di beach volley tedesca.
Nel 2003, in coppia con Jana Köhler, vinse il Campionato europeo under-18 di Brno (Repubblica Ceca) e quello mondiale under-18 di Pattava Beach (Thailandia).
Dopo aver subito un ictus che stava per interrompere la sua carriera, ritornò a giocare con la nuova partner Sara Goller, con la quale vince tre volte il campionato tedesco (2006, 2007 e 2008), un campionato europeo under-23 (Sankt Pölten, 2006) e due campionati europei (2008). Sempre con la Goller, partecipa al torneo olimpico di Pechino 2008, concludendo nona.
Nel 2013 comincia a competere assieme a Kira Walkenhorst, con la quale si aggiudica tra le altre cose: i campionati europei di beach volley 2015 e 2016; l'oro ai campionati mondiali di Vienna 2017 e il titolo olimpico a Rio 2016. Inoltre sempre con la stessa partner vince la classifica del World Tour nel 2016 e due finali del World Tour (Toronto 2016 e Amburgo 2017).
Nel 2017, a seguito del ritiro della storica partner, forma una coppia con l'ex-pallavolista Maggie Kozuch con la quale, dopo un inizio difficile ad alto livello, vince la finale del World Tour a Roma nel 2019.
Nel 2020 viene votata, assieme all'ex compagna Kira Walkenhorst, come miglior squadra tedesca del decennio a seguito di un sondaggio svolto dal comitato olimpico tedesco.
In occasione dei Giochi Olimpici di Tokyo 2020 viene scelta come portabandiera della delegazione tedesca (assieme al tuffatore Patrick Hausding).

## Palmarès
- Giochi olimpici

Rio de Janeiro 2016: oro.
- Mondiali

Vienna 2017: oro
- Europei

Valencia 2007: argento.
Amburgo 2008: oro.
Sochi 2009: argento.
Berlino 2010: oro.
Klagenfurt 2013: bronzo.
Cagliari 2014: bronzo.
Klagenfurt 2015: oro.
Biel 2016: oro.
- Campionati europei di beach volley under-23: 1 vittoria (2006), 1 secondo posto (2005), 1 terzo posto (2004)
- Campionati europei di beach volley under-18: 1 vittoria (2003)
- Campionato tedesco: 7 vittorie (2006, 2007, 2008, 2011, 2013, 2015, 2016), 2 secondi posti (2010, 2014), 2 terzi posti (2005, 2009)